# Championnats d'Europe d'escrime 1996
Navigation
Édition précédente Édition suivante
Les championnats d'Europe d'escrime 1996 se sont disputés à Limoges en France en 1996.  La compétition est organisée pour la première fois par la fédération française d'escrime, sous l'égide de la Confédération européenne d'escrime et a vu s'affronter des tireurs des différents pays européens lors de 5 épreuves différentes. Les épreuves par équipes sont de nouveau absentes.

## Médaillés
| Épreuves                              | Or                    | Argent                 | Bronze                                 |
| ------------------------------------- | --------------------- | ---------------------- | -------------------------------------- |
| Épée                                  |                       |                        |                                        |
| Hommes individuel résultats détaillés | Pavel Kolobkov        | Elmar Borrmann         | Jean-François Di Martino Viktor Zuikov |
| Femmes individuel résultats détaillés | Magdalena Jeziorowska | Gianna Hablützel-Bürki | Hajnalka Kiraly Sangita Tripathi       |
| Fleuret                               |                       |                        |                                        |
| Hommes individuel résultats détaillés | Lionel Plumenail      | Uwe Römer              | Franck Boidin João Gomes               |
| Femmes individuel résultats détaillés | Laura Badea           | Gabriella Lantos       | Anja Fichtel Frida Scarpa              |
| Sabre                                 |                       |                        |                                        |
| Hommes individuel résultats détaillés | Damien Touya          | Mathieu Gourdain       | Marcin Sobala Luigi Tarantino          |

## Tableau des médailles
| Rang  | Nation    | Or | Argent | Bronze | Total |
| ----- | --------- | -- | ------ | ------ | ----- |
| 1     | France    | 2  | 1      | 3      | 6     |
| 2     | Pologne   | 1  | 0      | 2      | 3     |
| 3     | Roumanie  | 1  | 0      | 0      | 1     |
| 3     | Russie    | 1  | 0      | 0      | 1     |
| 5     | Allemagne | 0  | 2      | 1      | 3     |
| 6     | Hongrie   | 0  | 1      | 1      | 2     |
| 7     | Suisse    | 0  | 1      | 0      | 1     |
| 8     | Italie    | 0  | 0      | 2      | 2     |
| 9     | Estonie   | 0  | 0      | 1      | 1     |
| 9     | Portugal  | 0  | 0      | 1      | 1     |
| Total | Total     | 5  | 5      | 10     | 20    |